# Bitwa pod Blackburn’s Ford
Bitwa pod Blackburn’s Ford – starcie zbrojne, które miało miejsce 18 lipca 1861 roku w trakcie wojny secesyjnej podczas kampanii w Wirginii.
16 lipca 1861 r. generał brygady wojsk Unii Irwin McDowell na czele Armii Północno-Wschodniej Wirginii wyruszył z Waszyngtonu naprzeciw konfederackiej Armii Potomaku w okolice Manassas. Większość z jego 35 000 ludzi była dobrze uzbrojona, posiadała jednak niewielkie doświadczenie a 90-dniowy czas służby znacznej liczby ochotników zbliżał się ku końcowi.
McDowell zamierzał zaatakować siły P.G.T. Beauregarda frontalnie przez rzeczkę Bull Run. W celu rozpoznania i wyszukania dogodnego miejsca do przeprawy McDonell wysłał 4 brygadę pod wodzą Israela B. Richardsona. Około godziny 11.30 brygada Richardsona natknęła się na stanowiska polowe brygady konfederatów Jamesa Longstreete’a. Z pomocą rezerw oraz oddziałów Jubala A. Early’ego generałowi konfederatów udało się odeprzeć wszystkie ataki przeciwnika. Wojska Unii wycofały się w kierunku Centerville w Wirginii.
Porażka zadecydowała o zmianie planów McDowella, który zdecydował o ataku na lewe skrzydło południowców, co doprowadziło 3 dni później do I bitwy pod Manassas.